# Mussola gravatja
La mussola gavatxa (Mustelus asterias) és una espècie de tauró carcariniforme de la família dels triàquids, d'interès comercial, freqüent als Països Catalans.

## Descripció
- Cos allargat amb el cap curt i el musell angulat.
- Dents petites, romes i disposades en mosaic.
- Té cinc parells de fenedures branquials, la darrera sobre l'aleta pectoral.
- Sense membrana nictitant.
- Dues aletes pectorals de mida similar.
- Inici de la primera aleta dorsal per davant de l'angle lliure intern de l'aleta pectoral.
- Color uniformement gris fosc al dors, més clar als flancs i al ventre.
- Presenta taques blanquinoses a la regió dorsal i al cap.
- El mascle madura sexualment quan fa entre 78 i 85 cm de longitud total i la femella quan assoleix els 85 cm.
- Pot arribar a fer un màxim de 140 cm.

## Hàbitat
És pròpia del fons de sorra i fang de la plataforma continental, des de prop de la superfície fins a profunditats de 100 m. Cobra força activitat al capvespre i a la nit.

## Alimentació
Menja sobretot crustacis, llagosta, llagostí, llamàntol, i tota mena de crancs. Es menja el bernat ermità amb la conquilla i, si s'escau, amb l'anemona simbiont.

## Reproducció
És ovovivípar aplacentari. Després de la gestació d'un any treu ventrades de 7 a 15 petits, que fan uns 30 cm de longitud total. Les cries són parides a l'estiu i probablement també en aquesta època s'esdevé la còpula. Presumiblement és una espècie de creixement ràpid i madura en un període de 2 a 3 anys.

## Aprofitament
Es pesca amb l'art de ròssec, tresmall i palangre. La seua carn és bona. Tot i ser relativament abundant, les captures es fan només de tant en tant.